# Gomischan (Verwaltungsbezirk)
Gomischan (persisch شهرستان گمیشان, DMG Gomischān) ist ein Schahrestan in der Provinz Golestan im Iran. Er enthält die Stadt Gomischan, welche die Hauptstadt des Verwaltungsbezirks ist. Der Verwaltungsbezirk grenzt an das Kaspische Meer.

## Kreise
- Zentral (بخش مرکزی)
- Golgascht

## Demografie
Bei der Volkszählung 2016 betrug die Einwohnerzahl des Schahrestan 68.773. Die Alphabetisierung lag bei 86 Prozent der Bevölkerung. Knapp 53 Prozent der Bevölkerung lebten in urbanen Regionen.
| Zensusjahr | Einwohnerzahl |
| ---------- | ------------- |
| 2011       | 63.447        |
| 2016       | 68.773        |